# Brouwershaven (Chile)
Brouwershaven (en español: Puerto Brouwer) fue un asentamiento fortificado neerlandés del siglo XVII localizado en el valle fluvial del río Valdivia, parte de la colonia que se pretendía fundar en Chile, y que se convertiría posteriormente en la ciudad de Valdivia. Fue fundada el 24 de agosto de 1643 por Elias Herckmans por orden de la Compañía Neerlandesa de las Indias Occidentales en la confluencia de los ríos Calle-Calle y Caucau, lugar estratégico para el acceso fluvial del comercio en la bahía de Valdivia.
La fundación de una colonia en Chile se desarrolló por orden de la Compañía Neerlandesa de las Indias Occidentales y fue apoyada por el Príncipe Juan Mauricio de Nassau. En 1643, los neerlandeses llegaron a las ruinas de Valdivia que Herckmans renombró como Brouwershaven o Puerto Brouwer, en recuerdo de Hendrik Brouwer, anterior líder de la expedición muerto semanas atrás al norte de Chiloé. En el lugar establecieron una colonia, construyeron un fuerte y buscaron minas de oro. Se convirtió en el primer y único asentamiento neerlandés en Chile y permaneció en manos de los Países Bajos hasta octubre de 1643, cuando la expedición abandonó la colonia y regresó a la colonia en Brasil. Los españoles la recuperaron en 1645 y volvieron a fundar la antigua ciudad de Valdivia, construyendo además un sistema de castillos y fuertes. La fundación de ésta colonia se dio en el marco de la Guerra de los Ochenta Años, que ya había tenido combates en Chile previamente.

## Historia

### Antecedentes
En los años siguientes a la Batalla de Curalaba (1598), ocurrió un levantamiento general mapuche y huilliche al sur de Chile conocido como la destrucción de las siete ciudades. Por esto, fueron abandonadas o destruidas las ciudades españolas de Arauco, Angol, La Imperial, Osorno, Santa Cruz de Oñez, Valdivia y Villarrica Sólo Chillán y Concepción resistieron el asedio mapuche. En este contexto, la abandonada ciudad de Valdivia se convirtió en un punto atractivo para los enemigos del Imperio español, dado que eventualmente les permitiría establecer una base en mitad de las posesiones españolas en Chile.
En el año 1600, varias parcialidades huilliches se unieron al corsario Balthasar de Cordes para atacar la ciudad de Castro en Chiloé. Si bien este episodio no era parte del plan original de los neerlandeses, los españoles creyeron que a futuro intentarían unirse a los mapuches y establecer una fortaleza en el sur de Chile. En particular, los españoles tuvieron información sobre la existencia de planes de establecer una base en las ruinas de Valdivia, por lo que rápidamente intentaron restablecer el control de la zona antes de que esto ocurriese. Estos intentos, no obstante, se frustraron en la década de 1630, debido a que los mapuches no permitieron que los españoles pasaran por su territorio para llegar a las ruinas de la ciudad.

### La planificación y la expedición

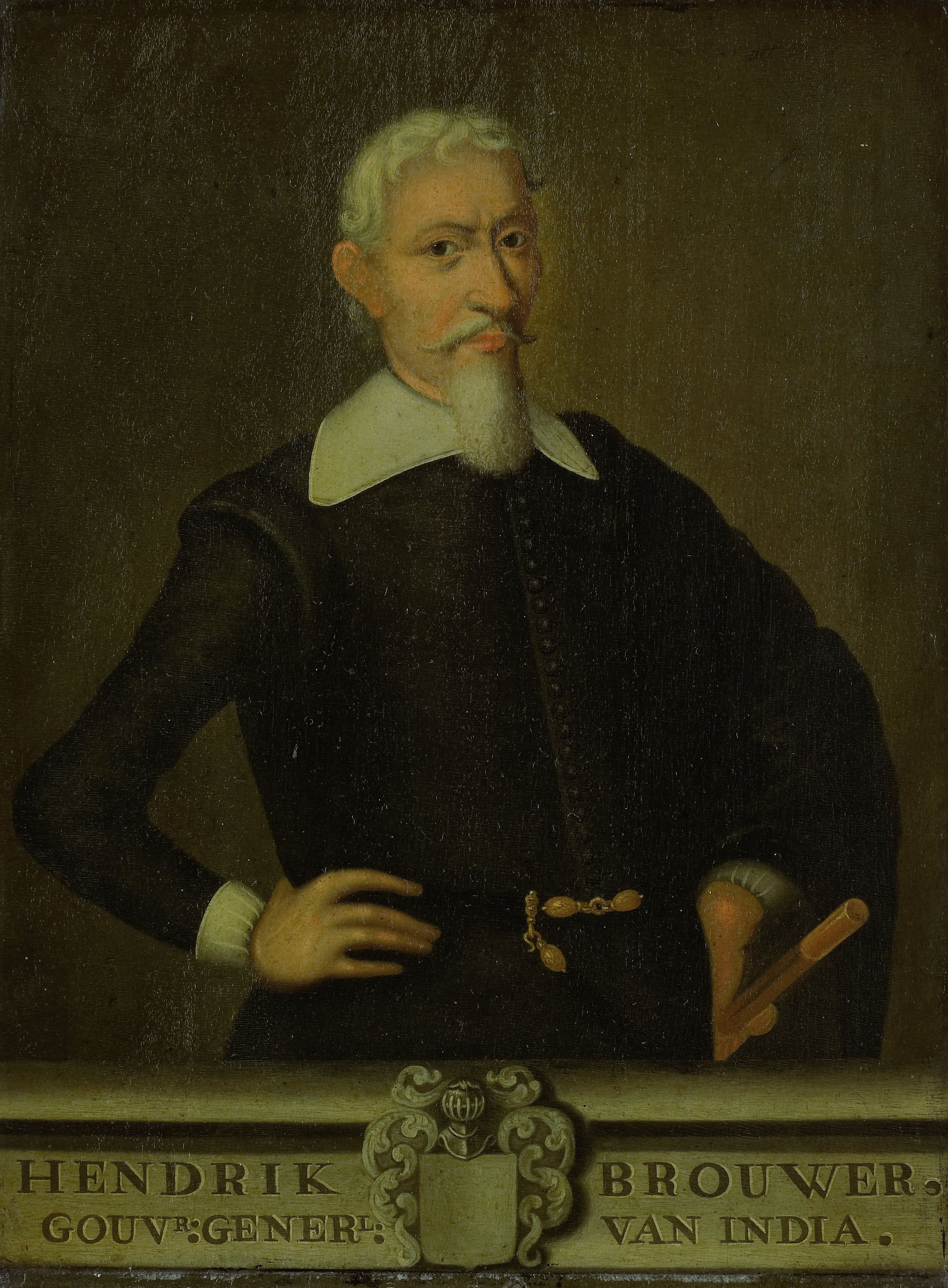
Hendrik Brouwer, líder de la expedición hasta su muerte en Chiloé.

En 1642, la Compañía Neerlandesa de las Indias Orientales se unió a la Compañía Neerlandesa de las Indias Occidentales para planificar una expedición a Chile con el fin de establecer una base para el comercio de oro en las ruinas abandonadas de Valdivia. La expedición, si bien pequeña comparada a las fuerzas que tomaron el control de Brasil, esperó contar con la colaboración de aliados mapuche-huilliches en la zona sur de Chile. A grandes rasgos, la expedición tuvo instrucciones de: capturar las minas de oro de la zona, capturar Valdivia, establecer una alianza con las poblaciones indígenas, y finalmente explorar la isla Santa María.
Hendrik Brouwer y su flota dejaron los Países Bajos el 6 de noviembre de 1642 con 250 hombres a bordo; arribaron a Mauritsstad (hoy Recife) en los territorios neerlandeses de Brasil, donde el Príncipe Juan Mauricio de Nassau les proveyó de alimentos y agua, junto a una fuerza adicional de 350 hombres.

### Ocupación de la antigua Valdivia
Elías Herckmans llegó a la boca del río Valdivia en la bahía de Corral el día 24 de agosto. Desde ahí los neerlandeses enfrentaron dificultades navegando río arriba hasta la ubicación de Valdivia, debido a que no contaban con experiencia en navegación fluvial; pese a ello, las ruinas de Valdivia fueron alcanzadas el mismo día. En la ciudad, establecieron un nuevo asentamiento, que Herckmans renombró como Brouwershaven (Puerto Brouwer) en recuerdo de Brouwer, cuyos restos fueron enterrados en el lugar.
La ocupación se realizó con una fuerza de 1082 personas, de los cuales 612 neerlandeses; 412 eran soldados y 200 marineros; y 470 indígenas aliados provenientes de Chiloé. Debido a la diversidad de sus habitantes, en la incipiente colonia se hablaban varios idiomas, principalmente neerlandés y mapudungún, aunque también latín y alemán, idiomas en los cuales se escribieron algunos libros sobre la expedición, por el cronista alemán Caspar Schmalkalden. Además, los neerlandeses hablaban español y portugués, idiomas que utilizaron para insultar a los españoles cuando los apresaban.
Se estima que en las ruinas de la antigua ciudad quedaban 450 casas con buenos muros y calles aunque llenos de plantas, después de 44 años de abandono.
En el lugar, lograron establecer relaciones de amistad con los caciques, como Manquipillán. El día 2 de septiembre llegaron más de 1000 huilliches a reunirse con los españoles al siguiente día. El 3 de septiembre hubo un parlamento donde se reafirmó la alianza contra los españoles y se convenció a los autóctonos a construir un fuerte.
El 23 de septiembre se comenzó a construir el fuerte de la ciudad en el mismo lugar donde estaba enterrado Hendrik Brouwer. Se cree que el emplazamiento fue en el fuerte de la Santísima Trinidad que habían dejado los españoles y que actualmente correspondería a un terreno a metros del torreón Los Canelos.
El 25 de septiembre enviaron a Brasil un buque para reportar el positivo desarrollo de la colonia, así como también solicitar suministros. El capitán Elbert Crispijnsen quedó al mando de este buque.
En Valdivia los neerlandeses iniciaron la construcción de un fuerte, pero los mapuches de los alrededores comenzaron a desconfiar de ellos y detuvieron el suministro de alimentos, ya que notaron que los expedicionarios no tenían planes de dejar el lugar, y su búsqueda de oro empezó a generar suspicacias. Si bien el jefe mapuche Manqueante de Mariquina proveyó de ganado a los hambrientos neerlandeses, esto fue sólo temporal y a modo de regalo de despedida. Junto con ello, los expedicionarios no encontraron las minas de oro que esperaban, por lo que, en vista de estos problemas, el 15 de octubre tomaron la decisión de retroceder a la isla Mancera y abandonar Valdivia. Antes de su partida, el cacique Manqueante fue contactado por Herckmans para hacerle saber que los neerlandeses tenían planes de volver a Valdivia con mil esclavos africanos para tomar el control de las minas y la agricultura, y así dejar a los indígenas exentos de trabajo forzado. Esta promesa nunca fue cumplida.

## Abandono de la colonia

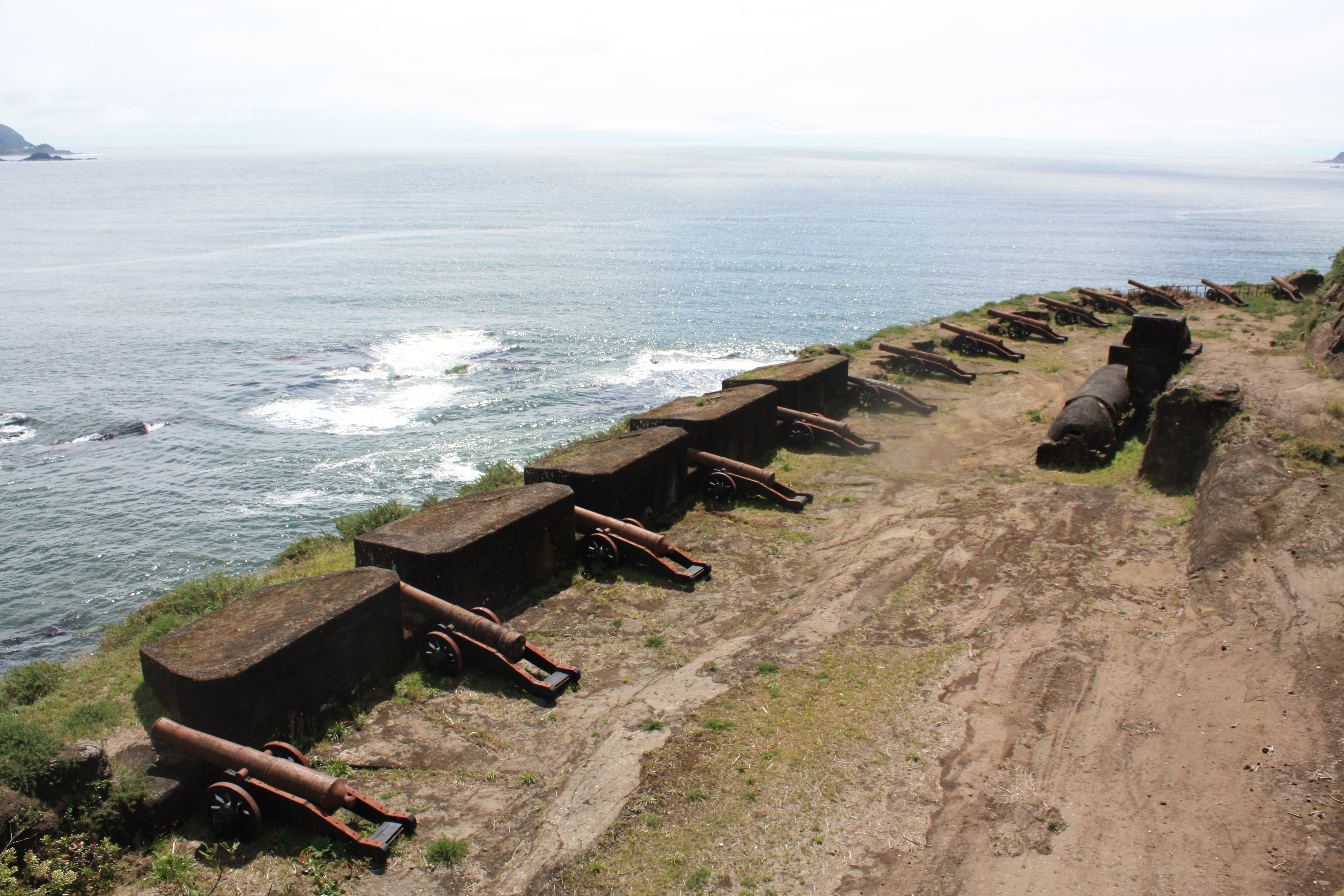
Vista del Castillo de Niebla, construido en 1645, una de las fortificaciones establecidas por los españoles luego de la partida de los neerlandeses de Valdivia.

### Regreso a Brasil
La expedición finalmente dejó Valdivia el 28 de octubre y llegó a Recife el 28 de diciembre. En Brasil los refuerzos y provisiones solicitados por Crispijnsen estaban próximos a zarpar a Valdivia, por lo que el Príncipe Juan Mauricio de Nassau se decepcionó al saber que la colonia había sido desmantelada. El levantamiento iniciado en 1645 que puso fin a la ocupación neerlandesa de Brasil en 1654 puso fin a las pretensiones neerlandesas en Chile.

### Reacción española
Debido a la existencia de noticias de que los neerlandeses tenían planes de volver a Valdivia, el Virrey del Perú envío desde El Callao una fuerza de mil hombres en 20 buques, y ordenó que dos mil hombres marcharan por tierra desde la zona central de Chile en 1644 para restablecer Valdivia y fortificarla. Las tropas terrestres nunca llegaron a Valdivia, probablemente debido a la resistencia mapuche. Sin embargo, la masiva flota, a la que se unieron dos buques en Chile, no tuvo precedentes en la región. Los soldados españoles en su nuevo asentamiento desenterraron y quemaron los restos de Hendrik Brouwer que los neerlandeses habían dejado en Valdivia.
A partir de 1644, la construcción y posterior mantenimiento del Sistema de fuertes de Valdivia se convirtió en una pesada carga fiscal para las finanzas coloniales españolas.